# Craspedosis desmiata
Craspedosis desmiata là một loài bướm đêm trong họ Geometridae.